# Accensi
Accensi (en singular: accensus) eran unidades de infantería ligera en los ejércitos de la República Romana. Se trataba de los varones peor armados de la legión por no poder permitirse mejor armamento. No vestían armaduras ni tampoco portaban escudos, y su posición usual era la tercera línea de combate, para dar protección a las tropas pesadas. Dejaron de existir en los ejércitos romanos después de la segunda guerra púnica.
Eran personajes al servicio de algunos magistrados romanos (pretor, cónsul o gobernador provincial), de los que generalmente era liberto. Su misión era ser la voz del magistrado, convocando al pueblo a las asambleas y llamando a las partes en litigio ante un tribunal.
En el ejército, los accensi eran un cuerpo encargado de suplir las bajas. Con el paso del tiempo formaron una unidad ligera independiente sin armas ofensivas ni armadura, que combatían arrojando piedras o con los puños.